# Maniola nana
Maniola nana är en fjärilsart som beskrevs av Christian Friedrich Stephan 1923. Maniola nana ingår i släktet Maniola och familjen praktfjärilar. Inga underarter finns listade i Catalogue of Life.